# Nick Lowe
Nicholas Lowe Drain (Walton-on-Thames, 24 de março de 1949), mais conhecido como Nick Lowe, é um cantor, compositor, músico e produtor inglês.
A figura central no pub rock, punk rock e new wave do Reino Unido, Lowe gravou uma seqüência de álbuns solo com excelentes críticas. Além de cantar, Lowe toca guitarra, baixo, piano e gaita. Ele é mais conhecido por suas canções "(What's So Funny 'Bout) Peace, Love, and Understanding"(um hit gravado por Elvis Costello), "Cruel to Be Kind" (que ficou no Top 40 singles nos EUA) e "I Love the Sound of Breaking Glass", bem como por seu trabalho na produção de álbuns de Costello. Além disso, várias de suas canções foram incluídas em trilhas sonoras de filmes.
Ele atualmente vive em Brentford, Londres, Inglaterra.

## Discografia

### Álbuns de estúdio
- Jesus of Cool (1978, UK) (lançado nos EUA com o títlo Pure Pop for Now People)
- Labour of Lust (1979)
- Nick the Knife (1982)
- The Abominable Showman (1983)
- Nick Lowe & His Cowboy Outfit (1984)
- The Rose of England (1985)
- Pinker and Prouder than Previous (1988)
- Party of One (1990)
- The Impossible Bird (1994)
- Dig My Mood (1998)
- The Convincer (2001)
- At My Age (2007)

### Álbuns ao vivo
- Untouched Takeaway (2004)

### EPs
- Bowi, 7" 45 rpm (Stiff 1977)
- Nick Lowe & Dave Edmunds Sing the Everly Brothers, 7" 33⅓ rpm (F-Beat/Columbia 1980)

### Compilações
- A Bunch of Stiff Records (One track, "I Love My Label")
- Live Stiffs Live (1978) (Nick Lowe's Last Chicken In The Shop got two tracks, "I Knew the Bride" and "Let's Eat", on this live compilation of the first Stiff Records' tour.)
- 16 All Time Lowes (1984)
- Nick's Knack (1986)
- Basher: The Best of Nick Lowe (1989)
- The Wilderness Years (1991)
- The Doings (1999)
- Quiet Please... The New Best of Nick Lowe (2009)

### Tributos (Covers)
- Labour of Love: The Music of Nick Lowe (Telarc, 2001) (com Dar Williams, Tom Petty, Elvis Costello, e outros).
- Lowe Profile: A Tribute To Nick Lowe (Brewery, 2005) (álbum duplo com trinta canções por Dave Alvin, Foster & Lloyd, Ian Gomm, e outros).